# Белоголовичи
Белоголо́вичи — село в Трубчевском районе Брянской области, входит в состав Усохского сельского поселения.

## География
Расположено в 13 км к северу от Трубчевска, на правом берегу реки Посорь.

## История
Упоминается с середины XV века; бывшее дворцовое владение (первоначально — деревня).
В 1718 году сюда из Ильинского монастыря разобран и перевезён храм Положения Ризы Божией матери.
С 1718 года указан как село с храмом Архангела Михаила (не сохранился).
До 1924 года входило в Трубчевский уезд (с 1861 — в составе Усохской волости). В 1898 году была открыта церковно-приходская школа. В 1924—1929 годах — в Плюсковской волости Почепского уезда, с 1929 года — в Трубчевском районе.
С 1920-х годов до 1960 года состояло в Выползовском сельсовете, в 1960—1994 годах — в Усохском, в 1994—2005 годах — в Котляковском сельсовете.

## Население
| Годы      | 1866 | 1878 | 1886 | 1926 | 1979 | 1989 | 2002 | 2010 |
| --------- | ---- | ---- | ---- | ---- | ---- | ---- | ---- | ---- |
| Население | 333  | 351  | 360  | 412  | 138  | 73   | 47   | 43   |

## Известные уроженцы
- Павлов, Виталий Егорович (1944—2016) — советский военачальник, генерал-полковник, Герой Советского Союза.